# 메구리
메구리(일본어: めぐり, 1986년 5월 2일~)는 후지우라 메구(藤浦めぐ)라는 예명으로 데뷔했던 그라비아 아이돌과 섹시한 성인 비디오 여배우이며, 동시에 AV 여배우들로 구성된 세 걸그룹 에비스 마스캇츠, BRW108, me-me의 멤버이기도 했다.
소속사가 핑키넷이었을때의 프로필과 현재 프로필이 상이한데, 연예계 데뷔 초기에는 1990년 5월 2일생, 이바라키현, A형이었으며, 곧 도쿄 도 출신에 O형으로 변경되었고 프로필에서 생년이 사라졌다. 현재의 프로필과 비슷해진 시기는 2008년 말로서 이는 DMM.com에 고지된것이다.
2017년에 AV 업계에서 은퇴하였다가 2019년 다시 복귀를 선언하였다.

## 경력
2007년 착에로 계열의 연예기획사 핑키넷과 계약을 맺고 그라비아 아이돌로 데뷔했다. 당시 착에로아이돌로서 괄목할만한 DVD판매량을 기록해 "착에로 No.1"이라는 수식어가 붙기도 했다. 이듬해 소속사를 POPSTAR그룹으로 옮겼고, 2009년 1월 1일에 연예인을 전문적으로 캐스팅하는 AV 제작사 MUTEKI에서 발매한 《드림》을 통해 성인 비디오에 진출했다. 이 작품을 촬영한 이후 S1 NO.1 STYLE과 계약을 맺고 전속 배우로서 활동하였고, 2008년 11월부터 2010년 3월까지 아이돌 그룹 에비스 마스캇츠의 멤버로서 방송과 음반에 참여했다.
2010년 3월부터 활동을 시작한 초대형 AV 여배우 그룹 BMW108의 결성 멤버이기도 했다. 그해 9월 블로그에서 휴업을 알렸으며, 12월 은퇴를 선언하고 블로그와 게시물들을 전부 삭제했다.
2011년 5월, 소속사를 T-powers로 옮겼고 메구리로 개명해 활동을 재개했다. 7월 SOD create의 레이블인 SOD-ACE와 전속 계약을 맺고 AV 여배우로서 다시 데뷔했다. 그해 11월 MOODYZ로 이적했고, 12월에 Maika, 나루세 코코미, 메구리, 사쿠라 코코미, 카미사키 시오리로 이루어진, T-powers소속의 AV 여배우들로 5인조 걸 그룹 me-me(밈)이 결성되었다. 2012년 2월 me-me의 첫 라이브 공연을 가졌으며, 2012년 9월 13일 계약상의 이유를 들어 그룹을 탈퇴했다.
2013년 10월 OPPAI로 이적하였고 이후 키카탄으로 전향한 후 2017년까지 활동하다 은퇴하였다.
2019년 10월에 한국인을 상대로 한 유튜브 채널을 개설하여 화제가 되었다. 2019년 12월 AV 배우로서 복귀한다고 발표하였다.

## 출연 작품
- 2017년 일본 《불륜고객상담원》 ... 주연
- 2016년 일본 《신입거유녀의 세발 명중》 ... 주연
- 2016년 한국 《형의 여자》 ... 주연
- 2014년 일본 《변태투명인간-팬티가좋아》 ... 주연
- 2014년 일본 《색정여왕게임-너는 견딜 수 있을까?》 ... 조연
- 2014년 일본 《나쁜 여자는 맛있다》 ... 주연

### 주해
1. ↑  착에로(着エロ)는 착의에서 오는 에로티시즘을 의미하는 조어다. 이 계열의 작품에 참여하는 모델은 T팬티나 유두, 음모 등이 비쳐보이는 의상을 주로 착용한다.

### 참조
1. ↑  “OPPAI めぐり特設ページ” (일본어). OPPAI. 2015년 6월 29일에 원본 문서에서 보존된 문서. 2016년 1월 6일에 확인함.
2. ↑  “藤浦めぐプロフィール” (일본어). 핑키넷. 2007년 4월 8일에 원본 문서에서 보존된 문서. 2016년 1월 7일에 확인함.
3. ↑  “藤浦めぐプロフィール” (일본어). 핑키넷. 2007년 5월 9일에 원본 문서에서 보존된 문서. 2016년 1월 7일에 확인함.
4. ↑  “藤浦めぐプロフィール” (일본어). 핑키넷. 2007년 11월 29일에 원본 문서에서 보존된 문서. 2016년 1월 7일에 확인함.
5. ↑  “DMMアダルト 藤浦めぐ情報” (일본어). DMM.com. 2008년 12월 29일에 원본 문서에서 보존된 문서. 2016년 1월 7일에 확인함.
6. 1 2 3  오츠보 케무타 (2009년 3월 23일). “世界のフジメグ、AV界のフジメグへ!” (일본어). All About. 2011년 10월 15일에 원본 문서에서 보존된 문서. 2016년 1월 7일에 확인함.
7. ↑  “所属モデル” (일본어). 팝스타그룹. 2009년 4월 13일에 원본 문서에서 보존된 문서. 2016년 1월 7일에 확인함.
8. ↑  “BRW108デビュー記念イベント特設ページ” (일본어). BRW108. 2010년 2월 11일에 원본 문서에서 보존된 문서. 2016년 1월 7일에 확인함.
9. ↑  “藤浦めぐ AV引退作品 「ふたりの父に犯された娘 -逆らうことの許されない悲劇の運命- 藤浦めぐ」 1/7 リリース” (일본어). sexynews24. 2010년 12월 21일. 藤浦めぐ AV引退作品 「ふたりの父に犯された娘 -逆らうことの許されない悲劇の運命- 藤浦めぐ」 1/7 リリース에 원본 문서에서 보존된 문서. 2016년 1월 7일에 확인함.
10. ↑  “人気巨乳セクシータレントの藤浦めぐ引退” (일본어). 2ch. 2010년 12월 9일. 2016년 1월 7일에 원본 문서에서 보존된 문서. 2016년 1월 7일에 확인함.
11. ↑  “めぐり公式ブログ” (일본어). 공식 블로그. 2011년 5월 26일에 원본 문서에서 보존된 문서. 2016년 1월 7일에 확인함.
12. 1 2  “セクシー女優ユニット me-meのデビューライブに700人のファンが殺到！ アリス十番＆麻友美も祝福” (일본어). Girls News. 2012년 2월 12일. 2012년 6월 28일에 원본 문서에서 보존된 문서. 2016년 1월 7일에 확인함.
13. ↑  메구리 (2012년 9월 13일). “ご報告” (일본어). 공식 블로그. 2016년 1월 7일에 원본 문서에서 보존된 문서. 2016년 1월 7일에 확인함.
14. ↑  “[스경TV연구소]일본 AV 배우들, 왜 한국 유튜브행?”. 《스포츠경향》. 2019년 12월 5일. 2019년 12월 6일에 확인함.